# Toma Dordea
Toma Dordea (n. 1 ianuarie 1921, Bungard – d. 11 aprilie 2015, Timișoara), a fost un academician român, profesor universitar la Politehnica Timișoara, specialist în domeniul mașinilor electrice. Începând din anul 1994, a fost președintele filialei Timișoara a Academiei Române. De asemenea a fost membru titular al Academiei de Științe Tehnice din România.
A studiat la școala elementară din Bungard, apoi la Liceul Gh.Lazăr din Sibiu și a absolvit Facultatea Electromecanică la Politehnica din Timișoara cu mențiunea Magna cum Laude, facultate unde a rămas cadru didactic din 1945 pănâ la pensionare, îndrumând 46 de serii de studenți. A dobândit titlul de doctor în 1963 și apoi a fost îndrumător de doctorat a peste 50 de doctoranzi. Pentru activitatea didactică și științifică a fost răsplătit cu numeroase premii și distincții, printre care titluri de Doctor Honoris Causa din partea Universității Tehnice  din Cluj-Napoca (1993), a Universității din Craiova (1999), a Universității „Politehnica” din Timișoara (2001) și a Universității de Nord din Baia Mare (2003), Ordinul național „Pentru Merit” în grad de cavaler, acordat de Președintele României (2000), cinci medalii de aur și argint obținute la Saloanele Internaționale de Invenții de la Geneva, Bruxelles, București și Budapesta. Membru de onoare AGIRUltima carte publicată conține Programele de calcul pentru optimizarea proiectării mașinilor electrice de inducție, respectiv a barelor de tip Roebel, carte la care a lucrat împreună cu colaboratorii mai tineri din cadrul Filiailei din Timișoara a Academiei Române până în ultimele sale zile.